# Beleriand

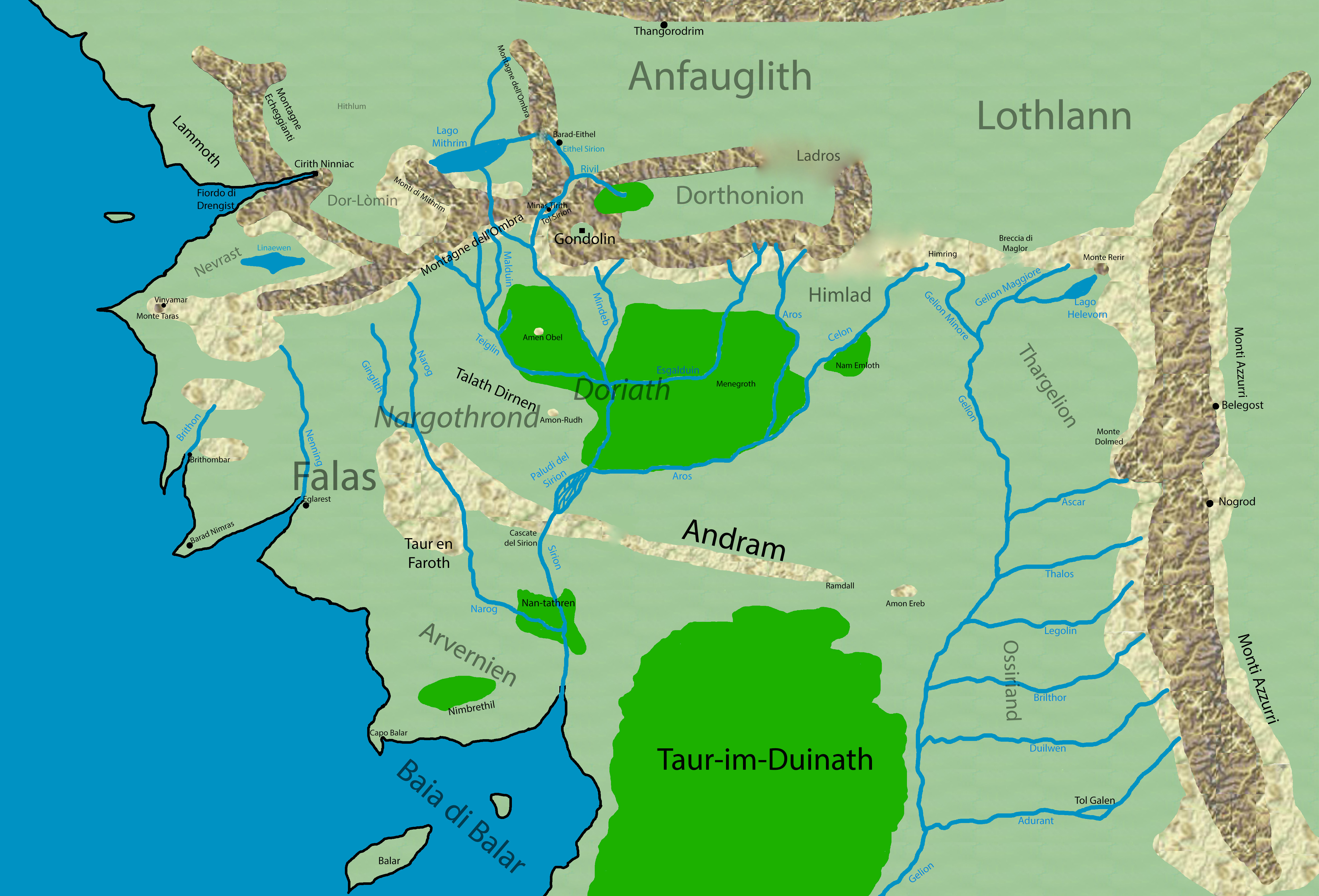
Mapa Beleriandu

Beleriand (Kraina Balaru, sin. Balar-kraj), także Kraj Elfów – fikcyjna kraina ze stworzonej przez J.R.R. Tolkiena mitologii Śródziemia występująca w wielu jego dziełach, między innymi Silmarillionie. Istniała do końca Pierwszej Ery. Termin ten początkowo odnosił się jedynie do ujścia Sirionu, naprzeciw wyspy Balar, później jednak objął szersze obszary na północnym zachodzie Śródziemia.

## Mieszkańcy

### Ludy i ich siedziby
Beleriand zamieszkiwali elfowie: Falathrimowie pod wodzą Círdana na wybrzeżu, Elfowie Zieloni w Ossiriandzie oraz Sindarowie pod wodzą Thingola w Królestwie Doriath. Po powrocie Ñoldorów do Śródziemia zamieszkali oni w Dorthonionie oraz na wschód od Doriathu; Turgon zaś osiedlił się w Nevraście, później zaś przeniósł się do doliny pośród gór Echoriath, gdzie założył królestwo Gondolinu. Finrod i Orodreth przebywali w Przełomie Sirionu, później zaś pierwszy z nich przeniósł się nad rzekę Narog, gdzie zbudował Nargothrond.
Po przybyciu ludzi do Beleriandu ród Bëora osiedlił się na terenach podległych Amrodowi i Amrasowi na wschodnim brzegu Celonu, na południe od Nan Elmoth, w pobliżu granicy Doriathu, któremu później nadano nazwę Estolad (Obozowisko). Haladinowie zatrzymali się w Thargelionie. Marach wraz ze swoimi ludźmi zamieszkali na południowy wschód od osiedli rodu Barana, syna Bëora. Po jakimś czasie jednak Edainowie zaczęli przenosić się do krajów, gdzie panowali synowie Fëanora: lud Bëora udał się do Dorthonionu, lud Aradana (Malacha), syna Maracha, powędrował na zachód, z którego część zatrzymała się na jakiś czas w dolinach wśród stoków Ered Wethrin. Bereg wyprowadził tysiąc ludzi z rodu Bëora na południe. Lud Amlacha po wyjeździe swojego wodza na służbę do Maedrosa wrócił za góry do Eriadoru. Po śmierci ojca i braci Halethy poprowadziła ona swój lud do Estoladu, a następnie na zachód, gdzie osiedlili się wśród lasów Talath Dirnen za Teiglinem, a niektórzy zapuszczali się w głąb królestwa Nargothrondu. Ostatecznie powiodła ich do lasu Brethil. Między ludem Halethy mieszkało możliwe, że nawet kilka setek Drúedainów; ludy te żyły we wspólnej przyjaźni.
Nie jest wspomniane, czy krasnoludowie osiedlali się w większych grupach w Beleriandzie, ale ze swoich siedzib na wschodnich stokach Gór Błękitnych prowadzili handel z elfami z tej krainy. Krasnolud Mîm mieszkał jednak wraz z synami na Amon Rûdh na południe od Brethilu.

### Używane języki
Na terenie Beleriandu używano w głównej mierze sindarinu (nazywanego też językiem Beleriandu lub językiem elfów z Beleriandu). Po przybyciu Ñoldorów do Śródziemia początkowo używali oni quenyi, jednak gdy Sindarowie przestali z niego korzystać pod wpływem rozkazu Thingola, również przybyli z Amanu elfowie zaczęli stosować w codziennym życiu sindarinu; tylko książęta Ñoldorów między sobą posługiwali się w dalszej chwili Szlachetnym Językiem Zachodu.
Edainowie posługiwali się swoją ojczystą mową, z której powstał potoczny Adûnaic, język późniejszych Númenorejczyków, a także językiem elfów.

## Historia

### Lata Drzew
Beleriand ukształtował się w trakcie Wielkiej Bitwy Potęg, kiedy armia Valarów starła się z siłami Melkora.
Elfowie po raz pierwszy trafili do Beleriandu, gdy pod przewodnictwem Oromëgo zmierzali do Amanu. Vanyarowie i Ñoldorowie zostali przetransportowani na wyspie sprowadzonej przez Ulma do Valinoru, jednak jej część oderwała się i w ten sposób powstała wyspa Balar.
Pod koniec wędrówki Teleri przez długi czas odpoczywali w Beleriandzie Wschodnim, za rzeką Gelion. Tam jeden z wodzów tego szczepu – Elwë – spotkał w lesie Melianę, przedstawicielkę Majarów, którą następnie poślubił. Wspólnie założyli królestwo Doriath ze stolicą w Menegroth.

### Pierwsza Era
Po śmierci Drzew Valarów i kradzieży Silmarili przez Melkora, zbiegł on do Śródziemia. W pościg za nim ruszyli Ñoldorowie pod wodzą Fëanora, co spowodowało Wojnę o Beleriand. W trakcie ich pobytu powstały królestwa Gondolinu (w roku 104) oraz Nargothrondu. Po około trzystu latach od ich przybycia, około 310 roku do Beleriandu wkroczyli pierwsi ludzie.
W 455 roku w wyniku bitwy Dagor Bragollach Morgoth przejął kontrolę nad Ard-galen oraz Dorthonionem, a Marchia Maedhrosa została poważnie osłabiona. W 473 upadło Falas, a w 496 Nargothrond. Po śmierci Diora około 509 roku Doriath został opuszczone, a latem 511 roku padł Gondolin.
Pod koniec Pierwszej Ery Eärendil wraz z żoną Elwingą i jednym z Silmarili wyruszył do Amanu, by prosić Valarów o ulitowanie się nad Śródziemiem. Został wysłuchany i armia Valarów wyruszyła na wschód. Należeli do niej Vanyarowie i ci Ñoldorowie, którzy nie opuścili Valinoru. Zapoczątkowało to Wojnę Gniewu (inaczej zwana Wielką Bitwą), ostatnią z bitew o Beleriand, która zakończyła panowanie Morgotha. Valarowie skuli go ponownie łańcuchem Angainorem i wyrzucili przez Bramy Nocy poza mury Świata, w bezczasową otchłań. Jednakże w wyniku starcia Beleriand został zalany przez wody Wielkiego Morza; ściana Gór Błękitnych pękła i utworzyła się z tej przyczyny zatoka Lhûn, nazwana tak od rzeki o tej samej nazwie, która zmieniła koryto i wpadała do niej. Przetrwały Lindon, gdzie pozostało wielu Eldarów, nie chcąc jeszcze opuścić Beleriandu, oraz Tol Morwen, Tol Fuin i wzgórze Himring, które stało się wyspą i zmieniło nazwę na Himling.

## Położenie Beleriandu
Beleriand był najbardziej wysuniętą na zachód częścią Śródziemia i znajdował się na jego północy, na zachód od Eriadoru; granicą pomiędzy tymi krainami były Góry Błękitne (Ered Luin). Na zachodzie znajdowało się morze Belegaer, a na północy pasmo górskie Ered Wethrin (Góry Cienia) oddzielało tę krainę od Hithlumu. Granicę Beleriandu na północy stanowiła także Marchia Maedhrosa. Przez Beleriand płynęła rzeka Sirion biorąca początek w Eithel Sirion, która dzieliła go na Beleriand Zachodni i Wschodni. Krainę przecinał łańcuch wzgórz prostopadły do Sirionu dzielący ją w poprzek, który nosił nazwę Andram (Wielki Mur). Czasami do Beleriandu zaliczane były także Nevrast z powodu łagodniejszego klimatu niż w Hithlumie, oraz Dorthonion.

### Beleriand Zachodni
Beleriand Zachodni obejmował tereny położone na zachód od Sirionu. Leżały w nim między innymi królestwo Ñoldorów pod wodzą Finroda – Nargothrond, zachodnie wybrzeże Falas (gdzie znajdowały się przystanie Telerich – na północy Brithombar, na południu – Eglarest), Arvernien, las Nivrim (Marchia Zachodnia), będący częścią Doriathu, oraz las Brethil, a czasami zaliczany był do niego także Nevrast. Płynęły przez niego rzeki Narog oraz Teiglin, które wpadały do Sirionu.

### Beleriand Wschodni
Beleriand Wschodni był położony pomiędzy rzeką Sirion a Górami Błękitnymi, u podnóża których leżała kraina Ossiriand (Kraj Siedmiu Rzek), którego główną rzeką był Gelion wraz z dopływami; kraina rozciągała się na 600 staj, a w najszerszym miejscu mierzyła 100 staj. Znajdowało się w niej między innymi królestwo Doriathu (nazywane wcześniej Egladorem) pod władzą Sindara Elu Thingola ze stolicą w Menegroth (Tysiąc Grot), które objęte było Obręczą Meliany, oraz Gondolin założony przez Turgona. Oprócz tego położone w nim były las Taur-im-Duinath, pustkowie Dimbar pod szczytami Crissaegrimu, Nan Dungortheb (Dolina Okropnej Śmierci; zamieszkała tam uciekająca przed balrogami Morgotha Ungolianta) pod Ered Gorgoroth (Górami Grozy), Dor Dínen (Milczący Kraj), puszcza Region (będąca południową częścią Doriathu) oraz północne marchie synów Fëanora. Dopływami Sirionu płynącymi przez tę część Beleriandu były: Mindeb, Rivil, Esgalduina i Aros, które spływały z Dorthonionu (Celon, dopływ Arosu, wypływał ze wzgórz Himring, niedaleko źródeł Małego Gelionu).

## Krainy sąsiednie i pograniczne

### Arvernien
Arvernien to kraj nadmorski na południu Beleriandu, gdzie Eldarowie mieszkali pod koniec Pierwszej Ery. Tam Eärendil Żeglarz zbudował swój okręt, którym popłynął do Valinoru.

### Dorthonion
Dorthonion to wyżynny kraj, pokryty lasami sosnowymi. Położony był na północ od Beleriandu i na południe od Ard-galen. Na południu Dorthonion graniczył z Ered Gorgoroth, na zachodzie – z górami Echoriath, wśród których znajdował się Gondolin; a na północnym wschodzie – z Lothlann.
W północno-zachodnim Dorthonionie źródła ma m.in. rzeka Rivil, płynąca na północny zachód, gdzie wpada do Sirionu. We wschodnim Dorthonionie znajdowało się jezioro Tarn Aeluin. Jedyną wygodną drogą z Dorthonionu na południe i południowy zachód była przełęcz Anach – pomiędzy górami Ered Gorgoroth i Crissaegrim.
Dorthonion był pod rządami Aegnora i Angroda, lecz Morgoth zajął te ziemie w czasie Dagor Bragollach. Od tamtych czasów, ziemie te zostały nazwane Taur-nu-Fuin, sin. „Lasy pod Cieniem”, z powodu splugawienia północnych lasów Dorthonionu.
Północno-wschodni Dorthonion nazwany został Ladrosem, który Boromir z rodu Beora dostał w lenno od Noldorów. Tam zamieszkał Barahir, a później jego syn Beren.
Dorthonion został wyzwolony przez Ligę Maedhrosa, lecz po Nirnaeth Arnoediad znalazł się w strefie wpływów Morgotha. Ostatecznie zniszczony podczas Wojny Gniewu, lecz jego najwyższa część ocalała jako Tol Fuin – część Wysp Zachodnich.

### Falas
Falas to część zachodniego wybrzeża Beleriandu, położona na południe od Nevrastu. Przez Falas płynęły rzeki Nenning i Brithon. Leżały na nim przystanie Brithombar i Eglarest. Zamieszkane było przez Falathrimów, rządzonych przez Círdana.
W roku 65 Pierwszej Ery Finrod Felagund, władca Nargothrondu, zbudował na półwyspie pomiędzy Brithombarem a Eglarestem wieżę Barad Nimrais, aby strzec Falas przed atakami Morgotha.
Falas raczej było omijane w wielkich wydarzeniach Pierwszej Ery, jedynie w pierwszej bitwie o Beleriand armia Morgotha oblegała obie przystanie, ale odstąpiła oblężenia, aby połączyć swe siły do drugiej bitwy. Przystanie Falasu zostały ostatecznie zniszczone w 473 roku Pierwszej Ery i wtedy lud Círdana uciekł do Ujścia Sirionu i na wyspę Balar.

### Hithlum
Hithlum – otoczona górami kraina, położona na północ od Beleriandu, a na wschód od oceanu, zwanego Belegaerem. Od Beleriandu był oddzielony pasmem górskim Ered Wethrin, a od oceanu pasmem Ered Lomin. Jego południowo-zachodnia część była nazywana Dor-lómin, południowo-wschodnią był Mithrim. Hithlum („Kraina Mgły”) miał chłodny klimat.
W Pierwszej Erze Hithlum był pod ciągłymi atakami Morgotha, został stracony po Nirnaeth Arnoediad. Hadorianie (Ród Hadora - Trzeci Ród Edainów) zostali rozproszeni, zabici lub wzięci w niewolę, Noldorowie zaś musieli pracować w kopalniach Morgotha. Hithlum został zatopiony w wyniku Wojny Gniewu.
W qyenyi nazwa tej krainy brzmiała Hísilómë i oznaczała Krainę Mgły.

#### Mithrim
Mithrim był południowo-wschodnią częścią Hithlumu, położoną na zachód od Dor-lóminu, od którego oddzielały ją Góry Mithrim na północ od Beleriandu, otoczoną Ered Wethrin. Klimat był tam taki sam, jak w Hithlumie – chłodny.
W Mithrimie znajdowało się Jezioro Mithrim. Zamieszkali tam Ñoldorowie oraz Sindarowie. Za czasów Pierwszej Ery gęsto zaludnionym Mithrimem rządził Fingolfin.

### Lammoth
Kraina między brzegiem Belegaeru, a górami Ered Lómin oddzielającymi ją od Hithlumu.

### Lothlann
Lothlann (sin. Szeroka i pusta) to rozległa równina położona na północ od Beleriandu. Rozciągała się na północ od Marchii Maedhrosa. Toczyły się tam walki podczas poszczególnych Bitew o Beleriand, zwłaszcza podczas Dagor Bragollach (455 rok Pierwszej Ery).

### Nevrast
Nevrast (sin. Bliższy Brzeg) to przybrzeżna kraina Beleriandu położona na północ od Falas i na południe od zatoki Drengist.
Była to kraina o umiarkowanym klimacie, ze wszystkich stron osłonięta górami lub nabrzeżnymi wzgórzami i ogrzewana morską bryzą. Przez niektórych uznawana za część Beleriandu. Rzeki Nevrastu nie wpadały do morza, lecz do Linaewen lub do Bagien Nevrastu.
Po powrocie Ñoldorów do Beleriandu został zajęty przez Turgona, który zbudował tam Vinyamar. Nevrast był częścią królestwa Turgona do 104 roku Pierwszej Ery. Po jego przeniesieniu się do Gondolinu kraina opustoszała, dopóki nie przybył do niej Tuor, posłaniec Ulma.
Nevrast był pierwszą ziemią Beleriandu zasiedloną przez Ñoldorów, ale był także wcześniej zamieszkiwany przez Sindarów. Ludność Nevrastu szybko się wymieszała, w przeciwieństwie do innych królestw Beleriandu.

### Ossiriand
Ossiriand (dosł. Siedmiorzecze) to kraina na wschód od Beleriandu, między rzeką Gelion na zachodzie, a Ered Luin na wschodzie. Obejmowała ona obszar między sześcioma jej dopływami. Na północ od niej znajdował się Thargelion.